# Apertura della successione
L'apertura della successione si verifica nel momento in cui il de cuius (cioè la persona della cui eredità si tratta) muore, e nel luogo del suo ultimo domicilio. Il momento della apertura della successione è fondamentale per molti motivi:
- il valore dei beni da conferire in collazione deve essere stimato con riferimento a tale momento;
- il luogo individua il Tribunale competente per tutte le cause ereditarie.